# 織江珠生
織江 珠生（おりえ たまき、7月29日 - ）は、日本の女性声優。山口県出身。81プロデュース所属。

## 略歴
2015年、第9回声優アワード新人発掘オーディション合格。
2016年4月1日付で81プロデュース所属。
2022年、声優の西健亮と結婚。

## 人物
方言は山口弁。趣味・特技は水族館めぐり、世界史。

## 出演

### 劇場アニメ
- KING OF PRISM -PRIDE the HERO-（2017年、歓声）
- プロメア（2019年）
- 映画 ゆるキャン△（2022年、犬の飼い主）

### Webアニメ
- カラダ探し（2017年、三神遥[14]）
- ちびあいりんのゆるやかな日常（2018年、筆のようせい）

### ゲーム
2016年
- 逆転オセロニア（背信の女神タローマティ）
- ナイトスリンガー（クロエ、イフリート 他）
- 新約アルカナスレイヤー（森の守護者キバ、絶対零度の剣士レナ）
- スターオーシャン:アナムネシス（アンゲリカ、カタリーナ）

2017年
- フォーオナー（CGIトレーラーのナレーション）
- School of Talent（明智薊）
- グランドサマナーズ（フェルド）
- 武器よさらば（アサヒ）

2018年
- Firewall Zero Hour［ハンドラー（女性）］

2019年
- 暁のエピカ-Union Brave-（白鳥の舞オリヴィア）

2020年
- ディズニー ツイステッドワンダーランド（ジャミル・バイパー〈幼少期〉）
- ファイナルファンタジーVII リメイク

2021年
- 異世界に飛ばされたらパパになったんだが〜精霊騎士団物語〜（ミカエル、アルテミス他）

### ドラマCD
- 81レーベル第2弾 81プロデュース35周年企画「長屋王残照記」（2016年、采女[2]）
- THE IDOLM@STER MILLION THE@TER GENERATION 17 STAR ELEMENTS（2019年、取り巻きA、インストラクター）

### BLCD
- みだらな猫は爪を隠す（2020年、801号室の住人）

### DVD
- Z Bull ゼット・ブル（2019年、サマンサ）

### デジタルコミック
- ヒーローくんに恋してるっ！（2020年、ママ[16]）

### オーディオブック
- AX アックス（2019年、ナレーション[17]）
- 空飛ぶ卵の右舷砲 1（2019年、セキレイ ほか[18]）
- 我がヒーローのための絶対悪（2021年、ナレーション、水町佐和子 ほか[19]）
- 剣と魔法の税金対策（2022年、税天使ゼオス・メル[20]）
- 空飛ぶ卵の右舷砲 2（2022年、エナガ ほか[21]）
- フィッターＸの異常な愛情（2022年、ナレーション[22])
- きゃくほんかのセリフ!（2022年、篠田葛葉 ほか[23])
- 空飛ぶ卵の右舷砲 3（2023年）
- 愛は不思議なもの（2023年、ナレーション）
- 茶わんの湯（2023年、ナレーション）
- 未来を生きる きみたちへ　『二分の一成人式』で伝えたい いのちの話（2023年、ナレーション）
- 777 トリプルセブン（2024年、ナレーション）

### 吹き替え

#### 映画
- ルーム（2016年、ドーラ）
- 君の名前で僕を呼んで（2018年、女子4[24]）
- search/サーチ（2018年）
- 炎の裁き（2018年）
- アメリカン・アニマルズ（2019年、スペンサーの妹）
- Z Bull ゼット・ブル（2019年、サマンサ〈ジェーン・レヴィ〉）
- ダンボ（2019年、駅の母親）
- スターガール（2020年、キム）
- デンジャー・クロース 極限着弾 (2020年、リトルパティ〈エミー・ドゥーガル〉)
- ファイナル・プラン (2021年)
- ウィークエンド・アウェイ（2022年、ケイト〈クリスティーナ・ウルフ〉）
- バービー（2023年、スキッパー〈エリカ・フォード〉[25]）

#### ドラマ
- イカゲームシーズン2（ノウル〈パク・ギュヨン〉）
- クイーン・メアリー愛と欲望の王宮（2016年、エミリー・ノックス）
- ビバリーヒルズ再会白書（2020年、ステイシー）
- レポーター・ガール（2020年、イジー）
- ようこそ誰もいない遊園地へ（2022年、リラ）
- 未成年裁判（2022年、ソ・ユリ）
- 模仿犯（2023年、フー・ユンホイ〈アリス・クー〉）
- セレブリティ (2023年、ソ・アリ〈パク・ギュヨン〉）
- 私の夫と結婚して (2024年、オ・ユラ〈BoA〉)

#### アニメ
- アルティメット・スパイダーマン VS シニスター・シックス（2016年）[26]
- きかんしゃトーマス（2019年-2021年、アイラ、中国のディーゼル機関車、カッシア、ブレンダ、ジーナ、キム教授、サニー 他）
  - きかんしゃトーマス チャオ!とんでうたってディスカバリー!!（2020年）
  - きかんしゃトーマス おいでよ!未来の発明ショー!（2021年）

### テレビドラマ
- 西村京太郎サスペンス 新・十津川警部シリーズ「伊豆・下田殺人ルート」（TBS） - 駅アナウンス

### テレビ番組
- アクティブ10 ミライのしごとーく（NHK） - ナレーション
- Journeys in Japan（NHK BS1） - ナレーション
  - 「津軽　ぬくもり探して」
  - 「松阪  豪商と文化を育んだ城下町」
  - 「鈴鹿　サーキットとともに」
  - 「常念山脈　縦走登山の魅力」
  - 「彩り豊か　名古屋たずね歩き」
  - 「山形・最上川の冬」
- ガッテン!（NHK） - クイズ音声
- 生放送月刊きょうの料理（NHK） - ナレーション
- 日立 世界・ふしぎ発見!（TBS）  - 声の出演
- にっぽん!歴史鑑定（BS-TBS） - 声の出演
- 釣りビジョン - ナレーション
- フレッシュ夏フェス隊2016（AT-X）

### ラジオ
- 文化放送ウェンズデープレミアム 青木瑠璃子の声優アワード ナビゲーション！（2016年、文化放送）

### ボイスオーバー
- インド洋に浮かぶ紅茶の島 スリランカの旅
- 週刊ニュース深読み
- 世界ふれあい街歩き ヘルシンキ編
- フィジカル100  シーズン2（2024年、パク・ハヤン、チョ・ハラン）

### シリーズ一覧
1. ↑  第1部（2016年 - 2017年）、第2部（2018年）
2. ↑  第1期（2019年）、Season3（2023年）
3. ↑  第1期（2023年）、第2期（2024年）